# Dryopsophus exophthalmius
Espèce
Synonymes
- Litoria exophthalmia Tyler, Davies & Aplin, 1986

Statut de conservation UICN

 LC  : Préoccupation mineure
Dryopsophus exophthalmius est une espèce d'amphibiens de la famille des Pelodryadidae.

## Répartition
Cette espèce est endémique de Papouasie-Nouvelle-Guinée. Elle se rencontre entre 730 et 850 m d'altitude sur le versant Sud des monts Bismarck.

## Description
Les mâles mesurent de 34,4 à 39,0 mm.

## Publication originale
- Tyler, Davies & Aplin, 1986 : A new streamdwelling species of Litoria (Anura: Hylidae) from New Guinea. Transactions of the Royal Society of South Australia, vol. 110, no 2, p. 63-68 (texte intégral).